# Фридлянд (фамилия)
Фридлянд (этимологически родственные варианты — Фридлянт, Фридланд, Фридлант, Фрейдлянд, Фридлендер, Фридляндер, Фридляндский и ряд других) — еврейская фамилия, происходящая от немецкого топонима Friedland, являющегося или являвшегося названием 11 городов на территории Европы (нем. Friedland — «мирная земля»).
Согласно Еврейской Энциклопедии Брокгауза и Эфрона (1908), носители фамилии происходят из семьи раввинов и деятелей, ведущих своё происхождение либо из богемского города Фридланд (нем. Friedland in Böhmen, ныне Фридлант в Чехии), либо из немецкого городка того же названия в земле Мекленбург-Передняя Померания. В современной научной литературе в качестве источников упоминаются и другие города Фридланд в Восточной и Западной Пруссии (ныне Польша и Калининградская область) — Märkisch Friedland, Preußisch Friedland, Friedland in Ostpreußen.
Фамилия Фридланд является одной из старейших еврейских фамилий и встречается в документации еврейской общины Праги уже в XVII веке. Наиболее ранним из известных представителей семьи Фридланд является раввин Натан Фридланд (умер около 1670 года).
Родоначальником ветви Фридланд в Российской империи является раввин Авраам Фридланд в Слуцке. В начале XX века в Российской империи наибольшее распространение фамилия Фридлянд имела в Ковно, Ново-Александровске, Слуцке, Минске, Бобруйске, Борисове, Игумене и Могилёве, то есть была распространена среди литваков. Этимологически родственные варианты (в том числе Фридлант, Фридланд, Фридлендер и прочие) имеют иные ареалы.